# Baldassare d'Anna
Baldassare ou Baldasarre d'Anna (Veneza, c. 1560 — Veneza, após 1639) foi um pintor italiano do final do período do Renascimento.

## Biografia
Baldassare nasceu em Veneza em uma família de flamengos, e estudou com Leonardo Corona. A data da sua morte é incerta, mas parece ainda estar vivo em 1639. Por vários anos estudou com Corona, e após a morte do seu mestre concluiu várias obras deixadas inacabadas por ele. Sua própria atividade parece ter sido confinada à produção de peças para várias das igrejas e algumas casas particulares em Veneza, e os guias turísticos antigos e descrições da cidade relatam um número considerável de pinturas feitas por ele. Porém, muito poucas delas sobreviveram.